# Nowe Racibory (województwo mazowieckie)
Nowe Racibory – wieś w Polsce położona w województwie mazowieckim, w powiecie piaseczyńskim, w gminie Tarczyn.
W latach 1975–1998 miejscowość administracyjnie należała do województwa warszawskiego.